# Валонара (Виченца)
Валонара је насеље у Италији у округу Виченца, региону Венето.
Према процени из 2011. у насељу је живело 436 становника. Насеље се налази на надморској висини од 129 м.